# Poruby
Poruby – wieś na Ukrainie w rejonie jaworowskim należącym do obwodu lwowskiego.